# Euryancale sacciospora
Euryancale sacciospora är en svampart som beskrevs av Drechsler 1939. Euryancale sacciospora ingår i släktet Euryancale och familjen Cochlonemataceae.   Inga underarter finns listade i Catalogue of Life.